# Jana Šulcová
 (novembre 2023).
Le contenu est difficilement compréhensible vu les erreurs de traduction, qui sont peut-être dues à l'utilisation d'un logiciel de traduction automatique.
 (novembre 2023).
La mise en forme du texte ne suit pas les recommandations de Wikipédia : il faut le « wikifier ».
Les points d'amélioration suivants sont les cas les plus fréquents. Le détail des points à revoir est peut-être précisé sur la page de discussion.
- Les titres sont pré-formatés par le logiciel. Ils ne sont ni en capitales, ni en gras.
- Le texte ne doit pas être écrit en capitales (les noms de famille non plus), ni en gras, ni en italique, ni en « petit »…
- Le gras n'est utilisé que pour surligner le titre de l'article dans l'introduction, une seule fois.
- L'italique est rarement utilisé : mots en langue étrangère, titres d'œuvres, noms de bateaux, etc.
- Les citations ne sont pas en italique mais en corps de texte normal. Elles sont entourées par des guillemets français : « et ».
- Les listes à puces sont à éviter, des paragraphes rédigés étant largement préférés. Les tableaux sont à réserver à la présentation de données structurées (résultats, etc.).
- Les appels de note de bas de page (petits chiffres en exposant, introduits par l'outil «  Source ») sont à placer entre la fin de phrase et le point final[comme ça].
- Les liens internes (vers d'autres articles de Wikipédia) sont à choisir avec parcimonie. Créez des liens vers des articles approfondissant le sujet. Les termes génériques sans rapport avec le sujet sont à éviter, ainsi que les répétitions de liens vers un même terme.
- Les liens externes sont à placer uniquement dans une section « Liens externes », à la fin de l'article. Ces liens sont à choisir avec parcimonie suivant les règles définies. Si un lien sert de source à l'article, son insertion dans le texte est à faire par les notes de bas de page.
- La présentation des références doit suivre les conventions bibliographiques. Il est recommandé d'utiliser les modèles {{Ouvrage}}, {{Chapitre}}, {{Article}}, {{Lien web}} et/ou {{Bibliographie}}. Le mode d'édition visuel peut mettre en forme automatiquement les références.
- Insérer une infobox (cadre d'informations à droite) n'est pas obligatoire pour parachever la mise en page.

Pour une aide détaillée, merci de consulter Aide:Wikification.
Si vous pensez que ces points ont été résolus, vous pouvez retirer ce bandeau et améliorer la mise en forme d'un autre article.
Jana Šulcová' (12 février 1947, Prague – 28 juillet 2023, Prague) est une actrice tchèque.

## Biographie
Elle est diplômée du lycée et après avoir obtenu son diplôme de la DAMU, elle a longtemps été membre de la troupe de théâtre Městské divadel pražských (1969–1992). Depuis 1998 , il a joué avec l'ensemble de théâtre Háta et a été invité au Divadle Bez zábradlí. Avec son ex-mari, l'acteur Oldřich Vízner, elle a eu deux filles (Tereza, * 1972 et Rozálie, * 1975), ils ont divorcé en 1988. Elle est décédée subitement le 28 juillet 2023 à son domicile de Prague, Veleslavín, selon les premières informations, la cause du décès était une insuffisance cardiaque.

## Rôle de théâtre (sélection)
- 1971 Ugo Betti : Crime on Goat Island, Fille, Divadlo Komedie, réalisé par Ota Ornest
- En 2016, elle joue dans les comédies « Menteurs » (auteur N. Anthony) et « Les grandes filles ne pleurent pas » (auteur N. Simon)[5].

## Film
Ses rôles au cinéma les plus connus incluent celui d'agir dans le film de comédie bien connu Marie Poledňáková S teb me bavi svět, Kotva u privozu ou dans la série télévisée 'Le plus jeune de la famille Hamr.
Dans l'émission Sur les traces des stars de 2008, la réalisatrice František Filip a salué sa performance dans la série télévisée Il était une fois là was one house (1974), aux côtés d'acteurs tels que Dana Medřická ou Karel Höger.
- 1968 Brûleur de cadavres
- 1970 La Fête du Beau Dragon
- 1970 Long Fil Blanc
- 1971 La Belle et la Bête
- 1972 La mort choisit
- 1982 Je profite du monde avec toi
- 1984 Oldřich et Božena - rôle : Juta
- 1985 : Fešák Hubert : Irma, la femme de Kropas
- 2010 Bastardi
- 2015 Cobras et serpents

## Télévision
- 1968 Les pécheurs de la ville de Prague (série télévisée)
- 1974 Il était une fois une maison (série TV)
- 1975 Le benjamin de la famille Hamr (série TV)
- 1976 Vedlejší cesta (téléfilm) – rôle : épouse d'Ivan
- 1977 Le secret du panier en osier (série TV)
- 1980 Ancre au ferry
- 1981 Ils viennent pieds nus (cycle de jeu télévisé) – rôle : Ing. Helena Babická (Partie 2 : « Immaturité »)
- 1984 Nous devons tous aller à l'école (série télévisée)
- 1988 Circus Humberto (série TV)
- 1989 Aventures médico-légales (série télévisée)
- 2006 Horákovi (série télévisée)
- 2010-2013 Tell (série télévisée)
- 2015 Docteur Martin (série TV)
- 2017 Nain (série TV)
- 2018 Rage (série TV)

### Littérature
- « Théâtres tchèques : une encyclopédie des ensembles théâtraux. » Prague : Institut du Théâtre, 2000. 615 pp.  (ISBN 80-7008-107-4). P. 265.
- Milos Fikejz. Film tchèque : acteurs et actrices. III. partie : S–Ž. 1ère édition Prague : Libri, 2008. 907 p.  (ISBN 978-80-7277-353-4). P. 428–432.
- Eva Högerová, Ljuba Klosová, Vladimír Justl, Le cœur faustien de Karla Höger, Mladá fronta, Prague, 1994, p. 251,  (ISBN 80 -204 -0493-7)
- Kdo je kdo = Who is who : personnalités tchèques contemporaines : 5000 biographies / (Michael Třeštík éditeur), Prague, Agence Who's Who, 2005, 775 p. (ISBN 80-902586-9-7)
- Ondřej Suchý, Oldřich Dudek : Ljuba comme découpé, Melantrich, Prague, 1986, p. 18
- Modèle:Citation monographie
- Marie Valtrová : ORNESTINUM, L'ère célèbre de Městské divadela pražská, Brána, Prague, 2001, pp. 153, 165, 178, 187-8, 192,  (ISBN 80-7243-121-8)
- Marie Valtrová - Ota Ornest : Votre père joue-t-il encore du violon ?, Primus, Prague, 1993, pp. 260, 286  (ISBN 80-85625-19-9)